# ヴェルナー・フォン・ブラウン
ヴェルナー（ヴェルンヘル）・マグヌス・マクシミリアン・フライヘル（男爵）・フォン・ブラウン（Wernher Magnus Maximilian Freiherr von Braun, 1912年3月23日 - 1977年6月16日）は、工学者であり、ロケット技術開発の最初期における最重要指導者のひとりである。第二次世界大戦後にドイツからアメリカ合衆国に移住し、研究活動を行った。ソ連のセルゲイ・コロリョフと共に米ソの宇宙開発競争の代名詞的な人物である。

## 出生・少年期
ドイツ帝国東部ポーゼン（現ポーランド）近郊のヴィルジッツで貴族（ユンカー）の家に生まれた。父親はマグヌス・フォン・ブラウン男爵。後のヴァイマル共和政末期にフランツ・フォン・パーペン内閣で食糧農業大臣となった人物である。母親は彼がルター派の堅信礼を行った時に望遠鏡を与えた。天文学と宇宙分野への関心が、彼を生涯にわたって動機付けた。
1920年、ヴィルジッツがヴェルサイユ条約に基づいてポーランド領になると、彼の一家は他の大勢と同様にドイツ領へ移住し、シュレージエン地方で新生活を始めた。ここで、彼は音楽家パウル・ヒンデミットにピアノを教わっている。
彼はロケットの先駆者ヘルマン・オーベルトの著した論文『惑星間宇宙へのロケット（1923年）』を手に入れるまでは、物理学と数学が不得意であった。しかしその論文を手に入れてからの彼は数学に打ち込み、得意科目にするまで努力した。

## ドイツ時代

### 学生時代
1930年にベルリン工科大学に入学した。ドイツ宇宙旅行協会にも入会し、ヘルマン・オーベルトの液体燃料ロケットエンジンの試験を手伝った。
その後、工学士の学位を得てベルリン大学へ進み、陸軍兵器局のヴァルター・ドルンベルガー陸軍大尉のもとで研究するよう取り計らった。フォン・ブラウンはドルンベルガーがすでに持っていたクマースドルフの固体ロケット試験場の隣で研究を続け、2年後に物理学の博士号を受けた。しかし、このとき公表された博士論文は全体の一部であり、完全な論文が公表されたのは1960年になってからであった。

### ミサイル開発

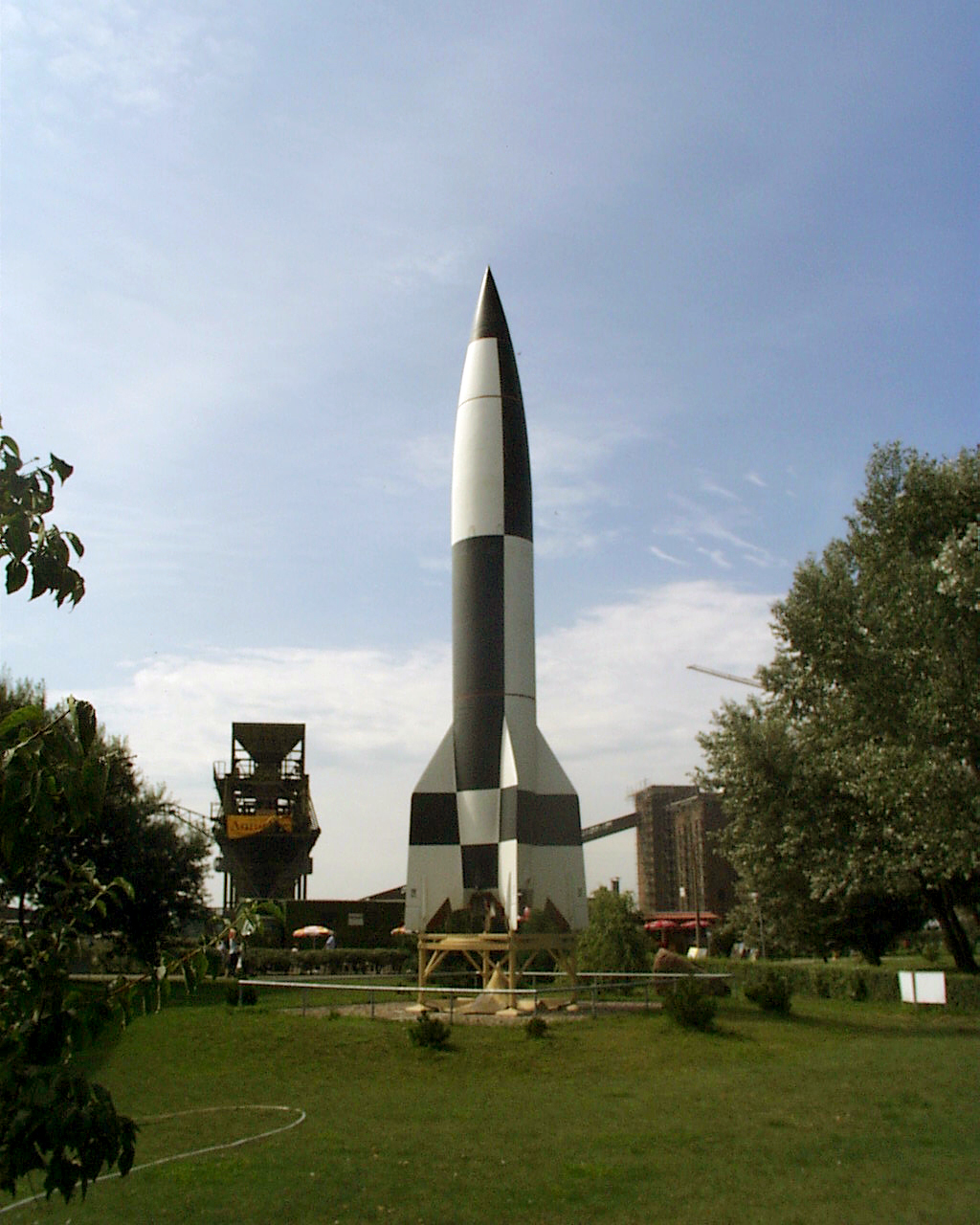
ペーネミュンデの博物館に展示されるV-2

1934年の暮れまでに、フォン・ブラウンのグループは2.4 km以上の高度に達するロケットを2基射ち上げることに成功したが、この頃すでにドイツロケット協会はなく、ロケットの実験は新たな体制では禁止されていた。軍用の開発だけが許可され、ドイツ北部のバルト海のペーネミュンデ村により大きな施設が建てられた。

### V2ロケット
第二次世界大戦においてドイツ軍が連合国軍に対して劣勢に傾いていた1943年、ドイツ国総統のアドルフ・ヒトラーはA-4（独：Aggregat 4型）ロケットを「報復兵器」として使うことを決定。フォン・ブラウンらのグループはロンドン攻撃のために、弾道ミサイルA-4の開発をすることになった。
ヒトラーの生産命令から14ヶ月後、最初の軍用A-4が、このころにはハインリヒ・ヒムラーの考えた名前の「V-2」と呼ばれることになっており、1944年9月7日にヨーロッパ西部に対し発射された。
その後ドルンベルガーは陸軍のロケット開発指揮官に、フォン・ブラウンは技術部長になった。彼らは航空機とジェット補助離陸（広義の「ジェット」の意味であり、空気を吸い込まないロケットも含む）用の液体燃料ロケットエンジン、長射程弾道ミサイル・A-4（V2ロケット）と、超音速対空ミサイル「ヴァッサーファル」を開発した。

### 逮捕
SS（ナチ親衛隊）とゲシュタポ（国家秘密警察）は、「（軍事兵器の開発に優先して）フォン・ブラウンが地球を回る軌道に乗せるロケットや、おそらく月に向かうロケットを建造することについて語ることをやめない」、としてフォン・ブラウンを国家反逆罪で逮捕した。フォン・ブラウンの罪状は、「より大型のロケット爆弾作成に集中すべき時に、個人的な願望について語りすぎる」、というものであった。
ドルンベルガーは、「もしフォン・ブラウンがいなければV-2は完成しない、そうなればあなたたちは責任を問われるだろう」とゲシュタポを説得し、フォン・ブラウンを釈放させようとした。しかし、それでもゲシュタポは許そうとせず、最後はヒトラー自らがゲシュタポをとりなし、ようやくフォン・ブラウンは解放された。そのときヒトラーは「私でも彼を釈放することはかなり困難だった」と言ったという。

## アメリカへの亡命
1945年5月にドイツは連合国軍に敗北することが確実な状況となり、フォン・ブラウンはペーネミュンデに戻ると直ちに彼の計画スタッフを招集し、どの国に亡命すべきか、どうやって亡命するかを決めるよう求めた。科学者たちのほとんどはロシア人を恐れ、フランス人は彼らを奴隷のように扱うだろうし、イギリスにはロケット計画を賄うだけの十分な資力がないと感じていた。残ったのがアメリカ合衆国である。
偽造した書類で列車を盗み出した後、フォン・ブラウンはアメリカ軍に投降するためにペーネミュンデから500人を連れ出した。その頃SSは、ドイツ軍の管理から逃れて記録を坑道などに隠しアメリカ軍と接触を試みているドイツ人技術者を、殺すよう命令を受けていた。
ドイツが連合国軍に対し降伏した後、最終的にロケットチームはアメリカの民間人を見つけ投降した。技術者たちの重要性を知ると、アメリカ軍は即座にペーネミュンデとノルトハウゼンに向かい、残されたV-2ロケットとV-2の部品を全て捕獲して2つの施設を爆破破壊した。アメリカ人は貨車300両分以上のV-2用スペアパーツをアメリカに持っていった。しかしフォン・ブラウンの生産チームの大半は間もなく進駐してきたソ連赤軍の捕虜になった。
5月5日、フォン・ブラウンは後に中国の宇宙開発を担う銭学森（当時アメリカ軍の中佐）から最初の尋問を受け、尋問の過程でフォン・ブラウンが作成した報告書「ドイツにおける液体燃料ロケット開発の調査とその将来の展望」は後のアメリカ合衆国の宇宙開発のロードマップを示すものだった。

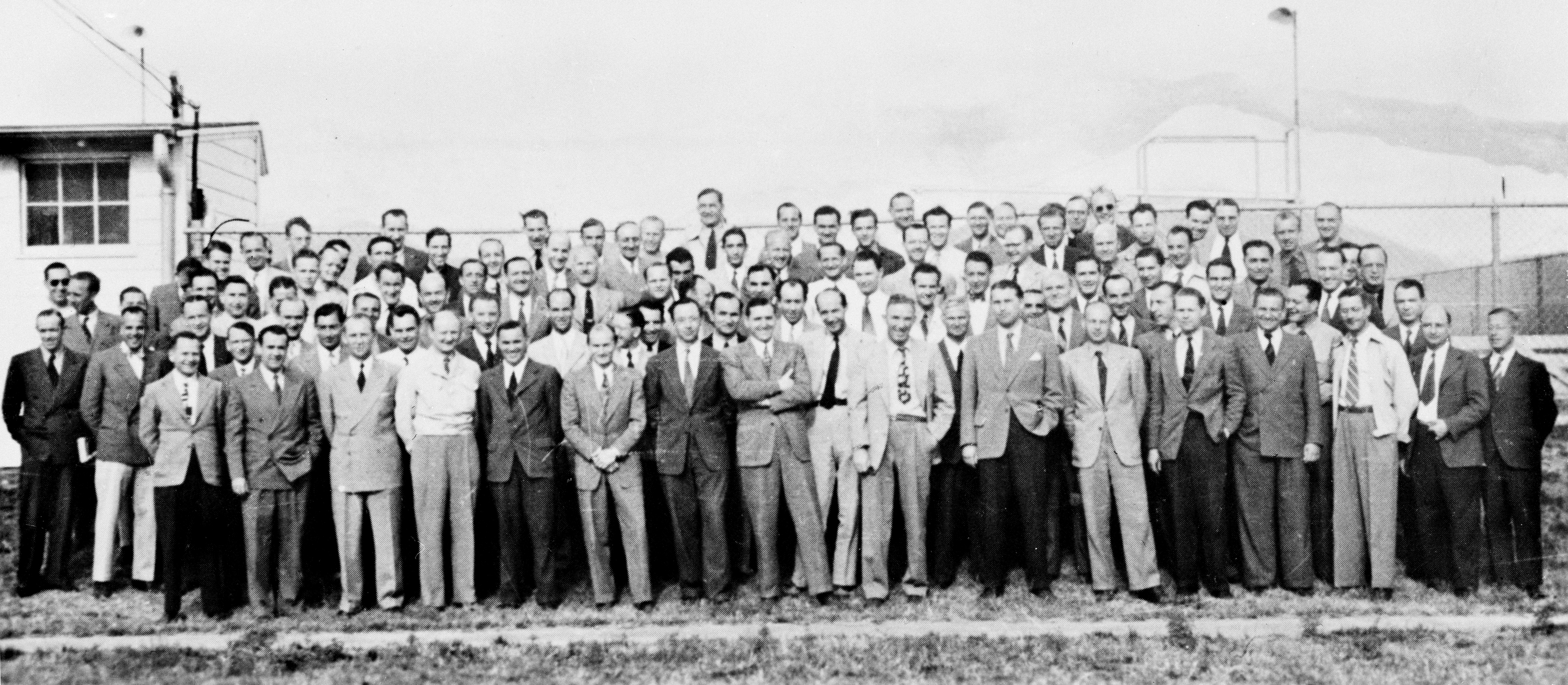
ペーパークリップ作戦で渡米したドイツ人工学者達。最前列右から7番目のポケットに手を入れている人物がフォン・ブラウン博士。フォート・ブリスにて。

6月20日に、アメリカのコーデル・ハル国務長官はフォン・ブラウンのロケット専門家達を移送することを承認した。この移送はペーパークリップ作戦として知られる。その理由は、多数のドイツ人技術者が陸軍兵器廠に配属され、合衆国に来るよう選ばれた者は紙クリップで印付けられたからである。彼らが移送されたのはデラウェア州ウィルミントンのすぐ南方にあるニューカッスル空軍基地であった。その後ボストン市を経由し、海路ボストン湾のフォートストロングにある陸軍情報部隊の駐屯地に連れて行かれた。後に、フォン・ブラウンを除いた専門家たちはメリーランド州のアバディーン性能試験場に移され、そこでペーネミュンデの文書を整理させられた。これらの文書があれば、工学者たちが中断していたロケット実験を続けられるのであった。
最終的に、陸軍兵器技術情報チームの本部長オルガー・N・トフトイ陸軍大佐の副官であったジェイムズ・P・ハミル陸軍少佐の命令で、フォン・ブラウンと126人のペーネミュンデの技術者達は、エルパソのすぐ北にある大きな陸軍基地テキサス州フォートブリスで、彼らに与えられた新たな家に移された。彼らは合衆国で新生活を始めるにあたり、奇妙な状況にあることに気づいた。彼らは軍人の護衛なしにフォートブリスを出ることができなかったことから、時には自らのことを「平時捕虜」（Prisoners of Peace）――戦時捕虜（Prisoners of War）に掛けた洒落――と呼んだ。
フォートブリスに滞在中、彼らは産・軍・学の要員に複雑なロケットや誘導ミサイルに関する訓練と、ドイツからニューメキシコ州ホワイトサンズ性能試験場に運ばれてきた多数のV-2ロケットを修理し、組立て、そして打ち上げる手伝いをする仕事を課せられた。さらに、彼らは軍事と研究へ応用するロケットが持つ将来的な可能性について学ぶことになった。

## アメリカ時代

### 結婚
この時期、フォン・ブラウンは従妹で18歳のマリア・フォン・クヴィストルプに求婚する手紙を書いた。1947年3月1日、彼はマリアと、彼女の住む地域のルター派教会で結婚式を挙げた。1948年12月に最初の娘アイリスがフォートブリスの陸軍病院で誕生した。
1950年、フォン・ブラウンと彼のチームはアラバマ州ハンツヴィルに移され、そこがフォン・ブラウンの以後20年間の住みかとなった。

### レッドストーンロケット

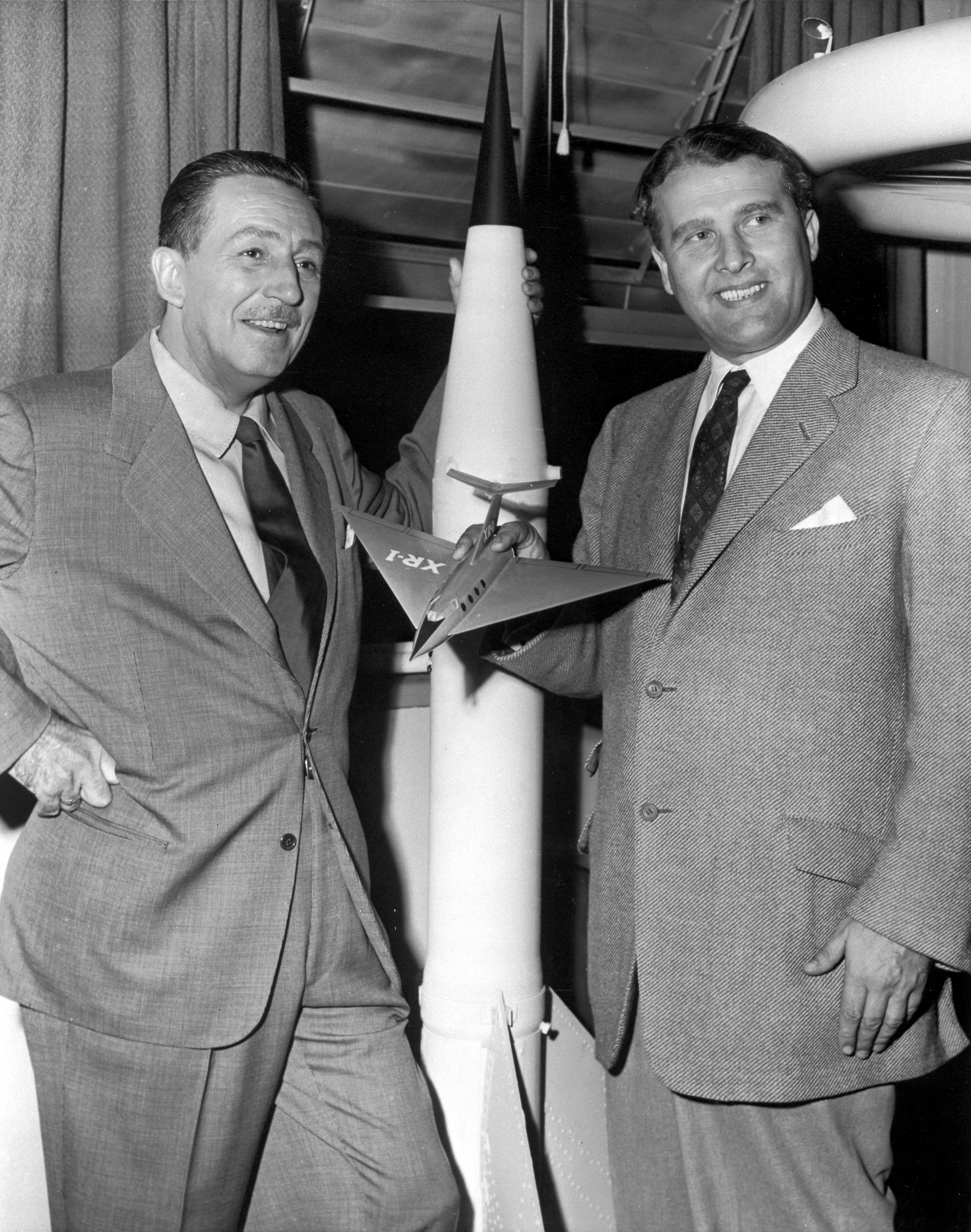
ウォルト・ディズニー（左）とともに

1950年から1956年にかけ、フォン・ブラウンはレッドストーン兵器廠で陸軍のロケット開発チームを率いて、兵器廠の名にちなんだレッドストーンロケットを生んだ。

### 宇宙計画への関心
1952年、フォン・ブラウンは、なおもロケットが平和的な探検に使用される世界を夢見て宇宙ステーションの概念を「コリアーズ」誌（Collier's）に発表した。この宇宙ステーションは直径75mで、高度1700kmの軌道に置かれ、人工重力を発生するために自転するとされた。彼の予見では、ここは月探検のための理想的な出発点のはずだった。
フォン・ブラウンはまた、ウォルト・ディズニー率いるディズニー社の宇宙探検に関する3本のテレビ映画の制作に技術監督として参加した。フォン・ブラウンはその後何年も、未来の宇宙計画に対してより多数の公衆の興味を惹くことを望んで、ディズニー社との仕事を続けた。

### ジュピターCロケット
1957年のソ連の世界初の人工衛星スプートニク1号の打ち上げ成功と、それに対抗する海軍のヴァンガード計画の失敗を受けて、陸軍弾道ミサイル局（ABMA）の開発オペレーション部門の長として、フォン・ブラウンのチームはレッドストーンを改良したジュピターCロケットを開発した。ジュピターCは1958年1月31日、西側諸国として初めての人工衛星エクスプローラー1号の打ち上げに成功した。この出来事は米国の宇宙計画の誕生を告げる物であった。

### NASA時代

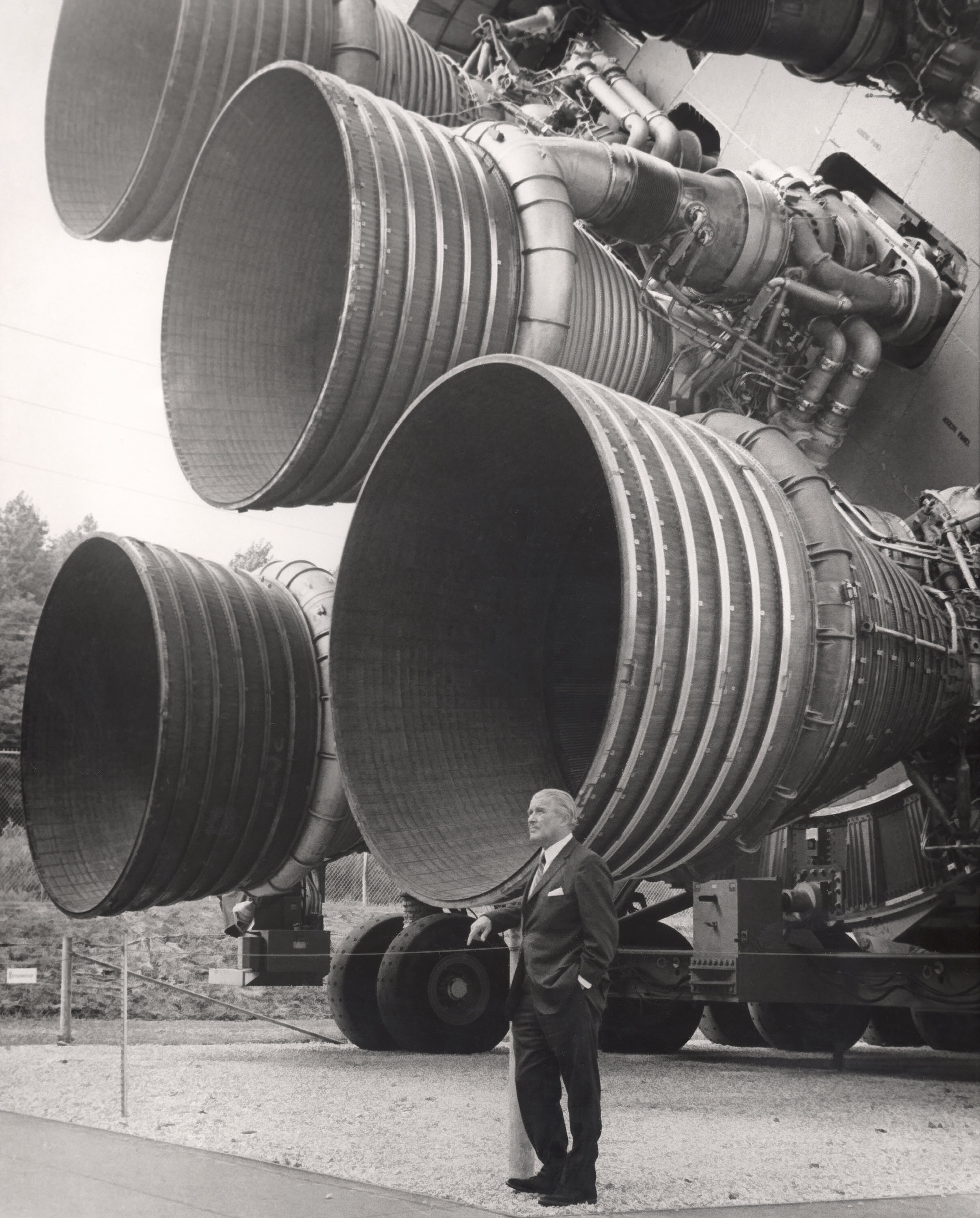
背後はサターンV型ロケット第一段エンジン

1958年7月29日にはアメリカ航空宇宙局（NASA）が法律上成立した。翌日、50番目のレッドストーンロケットが核実験ハードタック作戦の一部として南太平洋のジョンストン島から成功裏に打ち上げられた。
2年後、NASAはアラバマ州ハンツヴィルにマーシャル宇宙飛行センターを新設し、フォン・ブラウンと彼の開発チームをレッドストーン兵器廠からNASAに移籍させた。フォン・ブラウンは1960年から1970年まで同センターの初代所長を務めた。
マーシャル宇宙飛行センターの大きな初仕事は、1960年に就任したジョン・F・ケネディ大統領の指揮下で計画がスタートした、宇宙飛行士を月に運べるサターンロケットの開発であった。
フォン・ブラウンの子供時代の方針であった「時代を動かすこと」とその後の夢となっていた人類が月面を踏む手助けをすることは、1969年7月16日、マーシャル宇宙飛行センターが開発したサターンVロケットがアポロ11号の搭乗員を打ち上げた時に現実のものとなった。アポロ計画の過程で6組の宇宙飛行士チームが月面を探検した。
1970年フォン・ブラウンと家族はハンツヴィルからワシントンD.C.に移り、NASA本部の計画担当副長官補に任命され、テクノクラートとしての役割を果すが、アポロ計画後、フォン・ブラウンは彼の将来の宇宙飛行の方針がNASAのものとは違うと感じ、1972年6月にNASAを辞した。彼はメリーランド州ジャーマンタウンにあるフェアチャイルド社の副社長に就任し、米国宇宙研究所（1987年に設立された現在の米国宇宙協会の前身）を創立し振興する活動を行った。

## 死去
宇宙協会の活動の頂点で、フォン・ブラウンは自分が癌であることを知った。手術を受けたが癌は進行し、1976年12月31日にフェアチャイルド社の辞職を余儀なくされた。1977年6月16日、バージニア州アレクサンドリアにて死去。65歳没。

## 評価

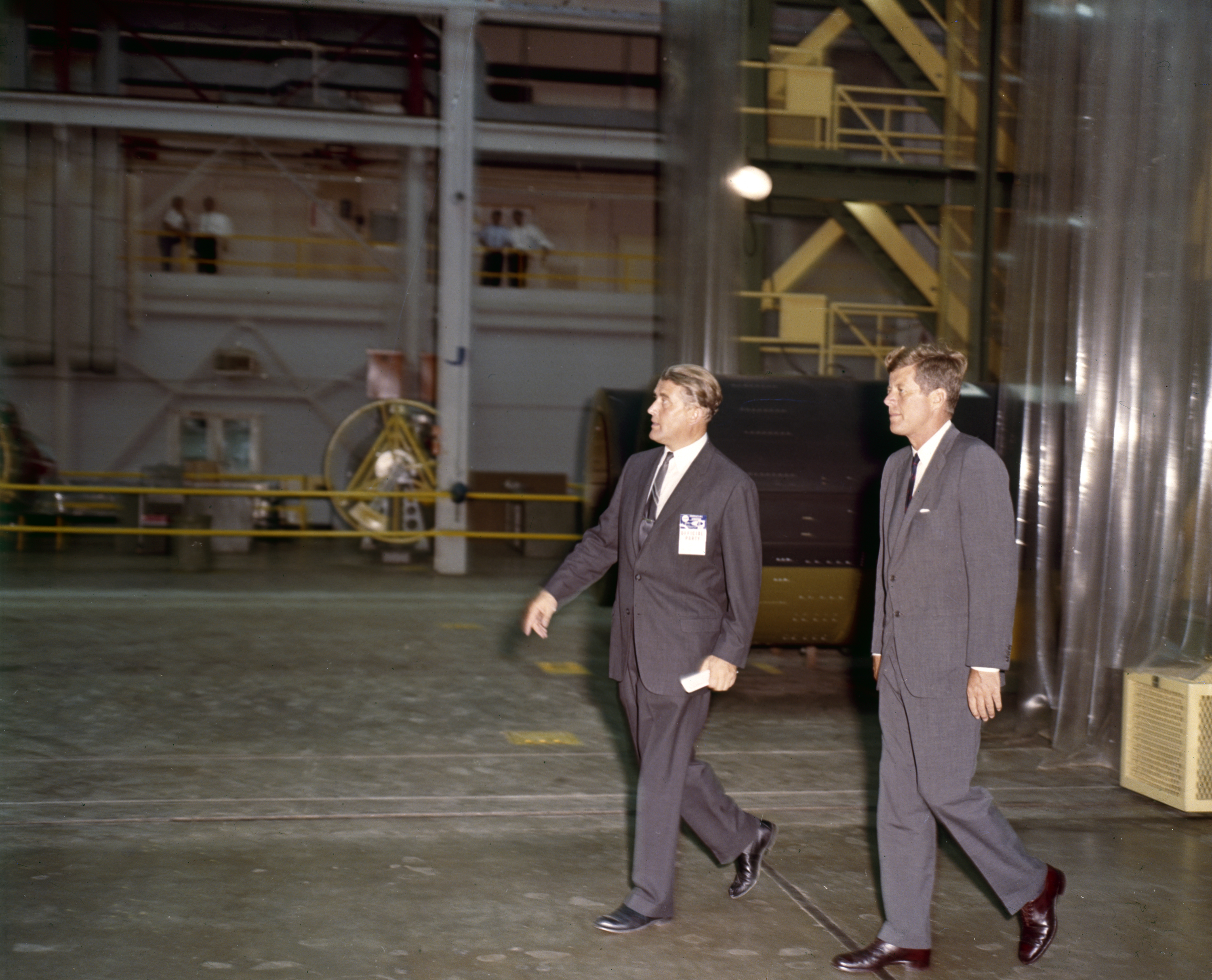
ジョン・F・ケネディ大統領とともに

フォン・ブラウンは第二次世界大戦中は、ナチス党政権下のドイツのために、V2号ミサイルの製作を指揮し、ナチス党員、親衛隊少佐でもあった。
戦後渡ったアメリカ合衆国では、その経歴のために様々な非難を受けたが、「ナチズムには前から反対だった」「宇宙に行く為なら悪魔に魂を売り渡してもよいと思った」と弁明した。
第二次世界大戦中は、ドイツ軍の勝利のために弾道ミサイルを開発し、ドイツの敗戦後には、第二次世界大戦中にドイツの敵国であったアメリカ合衆国の国家の威信のためにロケットを作るという変節は、両国の評論家よりしばしば非難される。
風刺家でシンガーソングライターのトム・レーラーは『ヴェルナー・フォン・ブラウンの歌』という曲を作り、フォン・ブラウンのことを「忠誠が便宜に支配された男」（"A man whose allegiance is ruled by expedience"）と評している。とはいえ、人生をロケットの研究にかけ、ドイツやアメリカのような一部の国家の発展にではなく、グレートジャーニー以来の生息域の拡大という、ホモ・サピエンスという生物種すなわち人類全体の発展に忠義を尽くしたともいえ、またフォン・ブラウンの西側諸国の科学・技術界における貢献は大きく、1962年にエリオット・クレッソン・メダル、1969年にヴィルヘルム・エクスナー・メダル、1975年にアメリカ国家科学賞を受賞している。
自伝を書いた作家によると「宇宙依存症」。

## 著作
- Das Marsprojekt

## 演じた人物
- リチャード・ディレイン - 『宇宙へ 〜冷戦と二人の天才〜』